# Ижевская агломерация
Иже́вская агломера́ция (иногда также именуется «агломерация южной части Удмуртии» и «Ижевская территориальная система») — термин, применяемый к городской агломерации Ижевска, включающей город и его пригородную зону (в сумме около 700 тыс. жителей), или более обширную зону влияния республиканского центра (с суммарной численностью населения около 1 млн человек, в зависимости от общей площади включаемых территорий); а также иногда к предполагаемому 1,2-миллионному «инвестиционному пространству», объединяющему 14 муниципальных образований Удмуртии, Татарстана и Пермского края.

## Состав агломерации
В отношении состава Ижевской агломерации существуют различные мнения.
«Стратегия социально-экономического развития Удмуртской Республики на период до 2025 года»
Согласно утверждённой «Стратегии социально-экономического развития Удмуртской Республики на период до 2025 года», в состав агломерации входят территории 10 муниципальных образований Удмуртии: городских округов Ижевска, Воткинска и Сарапула, а также Воткинского, Завьяловского, Камбарского, Малопургинского (восточной части), Сарапульского, южной части Шарканского и Якшур-Бодьинского муниципальных округов.
Проект «Стратегии социально-экономического развития Удмуртской Республики на период до 2025 года» — агломерация не далее 15 км от Ижевска
В проекте «Стратегии социально-экономического развития Удмуртской Республики на период до 2025 года» выделялась т. н. «Ижевская территориальная система» в составе городских округов Ижевск, Сарапул и Воткинск, а также Завьяловского, Воткинского и Сарапульского муниципальных районов.
| Муниципальное образование                     | тип муниципального образования | Площадь, км² | Население, человек |
| --------------------------------------------- | ------------------------------ | ------------ | ------------------ |
| Муниципальные образования в составе Удмуртии: |                                |              |                    |
| Ижевск                                        | городской округ                | 315,15       | ↘616 297           |
| Сарапул                                       | городской округ                | 86,01        | ↘88 388            |
| Воткинск                                      | городской округ                | 112,18       | ↘95 137            |
| Завьяловский район                            | муниципальный район            | 2 203,27     | ↗83 460            |
| Сарапульский район                            | муниципальный район            | 1 877,63     | ↘23 267            |
| Воткинский район                              | муниципальный район            | 1 863,84     | ↗23 474            |
| Всего                                         | Всего                          | 6 458,08     | 930 023            |

При этом высказывалось мнение о том, что «В настоящее время в обозначенных границах агломерации (как образования, имеющего единый рынок труда, земли, потребительский рынок и т. д.) не существует. Об Ижевской агломерации можно говорить, принимая во внимание только 15-километровую зону от Ижевска». Указанные территориальные лимиты агломерации укладываются в границы окружающего Ижевск Завьяловского района (при этом в ряде мест границы района удаляются от Ижевска значительно дальше, чем на 15 км), но даже с включением в состав такой агломерации и Ижевска и всего Завьяловского района население её составит около 700 тысяч человек.
Генеральный план города Ижевска — «агломерация южной части Удмуртии»
В Генеральном плане развития города Ижевска (перспектива до 2025 г.) во входящем в его состав Положении о территориальном планировании утверждается, что «Ижевск — центр агломерации южной части Удмуртии, в которую также входят Сарапул и Воткинск». Таким образом в Генеральном плане Ижевска состав агломерации определён как совокупность трёх городов «агломерации южной части Удмуртии»: Ижевск, Сарапул и Воткинск. Состав других муниципальных образований, которые формируют «агломерацию южной части Удмуртии» не уточняется, тем не менее очевидно сходство состава «Ижевской территориальной системы» из «Стратегии социально-экономического развития Удмуртской Республики на период до 2025 года» и упоминаемой в Генеральном плане Ижевска «агломерации южной части Удмуртии».
«Инвестиционная агломерация»
Определение Ижевской агломерации в максимально расширенных территориальных рамках как «инвестиционной агломерации» прозвучало, по сообщениям прессы, 19−20 мая 2011 года на прошедшем в городе Ижевске III Инвестиционном форуме «Удмуртия: курс на модернизацию», где администрация Ижевска представляла город именно в этом качестве, ибо «идея Ижевской агломерации — часть новой инвестиционной политики города».
В состав Ижевской агломерации входят муниципальные образования Удмуртской Республики (г. Ижевск, г. Сарапул, г. Воткинск, г. Можга, Воткинский район, Завьяловский район, Игринский район, Малопургинский район, Можгинский район, Сарапульский район, Якшур-Бодьинский район), Республики Татарстан (Агрызский район) и Пермского края (г. Чайковский, Чайковский район). Число муниципальных образований в действительности составляет 13, так как авторы ошибочно полагают город Чайковский и Чайковский муниципальный район разными муниципальными образованиями, тогда как указанные город и район образуют единое муниципальное образование. Площадь «инвестиционной агломерации» по мнению источника составляет около 15 тыс. км² (в действительности её площадь превышает 17,7 тыс. км²), высказывается также мнение о том, что на данной территории в радиусе 60 км от Ижевска проживает 1 254 тыс. жителей (в действительности расстояние до ряда включаемых в состав «инвестиционной агломерации» городов и посёлков превышает 60 км: до г. Сарапул — 66 км, г. Можга — 77 км, г. Чайковский — 93 км, пгт Игра — 98 км; расстояния до внешних границ муниципальных образований, включаемых в состав «инвестиционной агломерации», в ряде мест превышает 100 км). Авторы данной оценки полагают, что большинство населения агломерации в указанных границах «учится, работает в Ижевске, приезжает сюда для культурного времяпровождения».
| Муниципальное образование                           | Тип муниципального образования | Площадь км² | Население |
| --------------------------------------------------- | ------------------------------ | ----------- | --------- |
| Муниципальные образования в составе Удмуртии:       |                                |             |           |
| Ижевск                                              | городской округ                | 315,15      | ↘616 297  |
| Сарапул                                             | городской округ                | 86,01       | ↘88 388   |
| Воткинск                                            | городской округ                | 112,18      | ↘95 137   |
| Можга                                               | городской округ                | 30,64       | ↘43 557   |
| Воткинский район                                    | муниципальный район            | 1 863,84    | ↗23 474   |
| Завьяловский район                                  | муниципальный район            | 2 203,27    | ↗83 460   |
| Игринский район                                     | муниципальный район            | 2 266,90    | ↘32 538   |
| Малопургинский район                                | муниципальный район            | 1 223,18    | ↘30 993   |
| Можгинский район                                    | муниципальный район            | 1 996,97    | ↘24 523   |
| Сарапульский район                                  | муниципальный район            | 1 877,63    | ↘23 267   |
| Якшур-Бодьинский район                              | муниципальный район            | 1 780,10    | ↘19 293   |
| Муниципальные образования в составе Пермского края: |                                |             |           |
| г. Чайковский                                       | муниципальный район            | 2 155,25    | ↘93 785   |
| Чайковский район                                    | муниципальный район            | 2 155,25    | ↘93 785   |
| Муниципальные образования в составе Татарстана:     |                                |             |           |
| Агрызский район                                     | муниципальный район            | 1 796,62    | ↘34 401   |
| ВСЕГО                                               | ВСЕГО                          | 17 707,74   | 1 209 113 |